# Ontluchtingssleutel

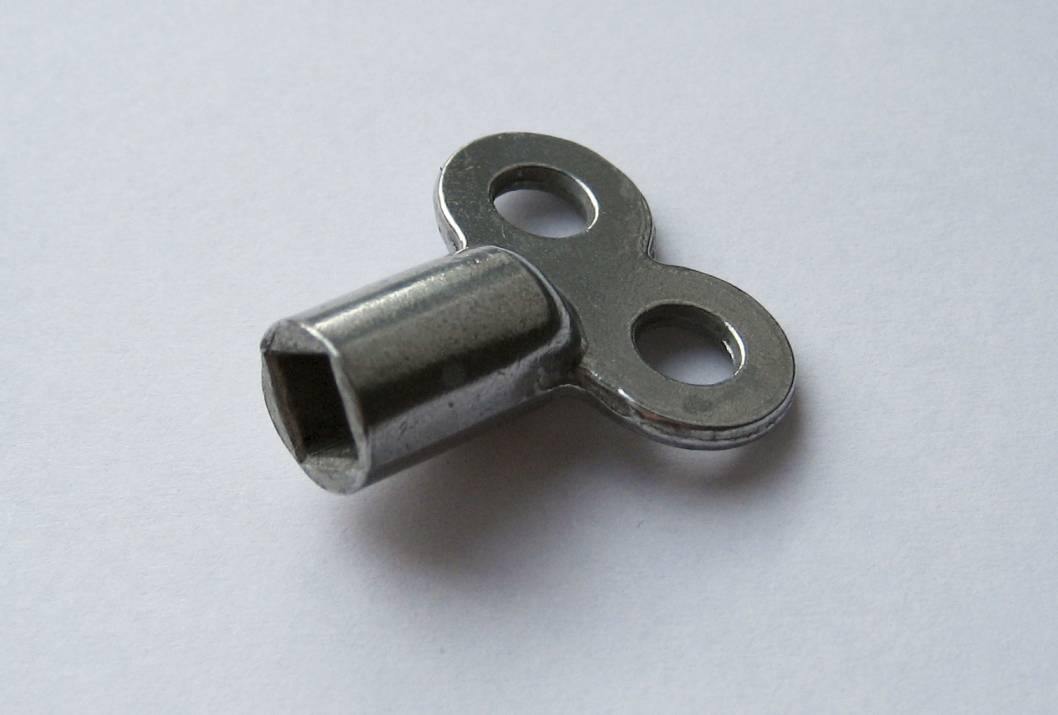
Ontluchtingssleutel

Een ontluchtingssleutel(tje) wordt gebruikt bij het handmatig ontluchten van een installatie voor centrale verwarming.
Door opeenhoping van lucht in de installatie kan de doorstroming van het water belemmerd worden. Het gevolg hiervan is geluidsoverlast, en radiatoren die niet meer volledig warm worden. Om deze lucht te kunnen laten ontsnappen zijn er op meerdere plaatsen van een installatie ontluchters aangebracht. Er zijn automatisch werkende, en handmatig bediende ontluchters. Deze laatste zijn vaak gemonteerd op het hoogste punt van radiatoren. Ze zijn voorzien van een vierkante stift waarop een ontluchtingssleutel past. Door het ontluchtingskraantje, tegen de klok in, open te draaien kan de aanwezige lucht ontsnappen. Zodra er water tevoorschijn komt is er ontlucht en kan het kraantje weer worden gesloten.